# 안아주세요, 허그
《안아주세요, 허그》는 대한민국의 TV조선의 프로그램이다. 가슴 속 깊이 숨겨온 말 못할 비밀을 지닌 주인공이 소중한 가족이나 가까운 사람들에게 자신의 비밀을 고백하도록 돕는 프로그램이다.

## 방송 시간
- 2012년 12월 21일 ~ 2013년 5월 12일 : 매주 일요일 오후 10시 00분